# 瓦利鎮區 (堪薩斯州林縣)
瓦利鎮區（英語：Valley Township）為美國堪薩斯州林縣轄下的鎮區。2010年美国人口普查中該鎮區人口有147人。

## 地理
瓦利鎮區涵蓋總面積為100.55平方（38.82平方英里），其中95.65平方（36.93平方英里）為陸地，4.91平方（1.90平方英里）或4.88%為水域。海拔高度241（791英尺）。

## 人口統計
根據2010年美國人口普查，瓦利鎮區人口有147人，住房83戶，人口密度為1.46人/每平方公里。此鎮區居民之種族中，白人有140人，非裔美國人有1人，美洲原住民有3人，亞裔美國人有0人，太平洋島裔美國人有0人，其他種族有1人，混血種族則有2人。此外此鎮區有1人為西班牙裔或拉丁裔美國人。

## 交通

### 主要公路
- 69號美國國道
- 52號堪薩斯州州道